# Jacobus Johannes Pieter Oud
Jacobus Johannes Pieter (Ko) Oud (Purmerend, 9 februari 1890 - Wassenaar, 5 april 1963) was een Nederlands architect. Hij is bekend geworden als lid van kunstbeweging De Stijl en voorvechter van de moderne architectuur. Zijn betekenis als pionier van het nieuwe bouwen is gelijk aan die van Le Corbusier en Gropius, maar hij was een van de eersten die zich midden jaren 30 van deze stroming afkeerde, omdat hij vond dat ze nog maar weinig met architectuur te maken had. Hierdoor verloor hij het aanzien dat hij in het buitenland had, terwijl hij in Nederland nog veel belangrijke opdrachten kreeg, zoals die voor het Nationaal Monument en het monument op het Militair ereveld Grebbeberg. Zijn broer Pieter Oud was burgemeester van de gemeente Rotterdam.

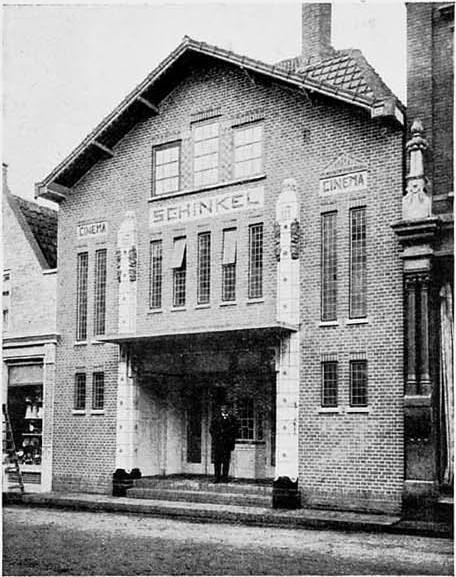
Bioscoop Schinkel, Purmerend. 1912.

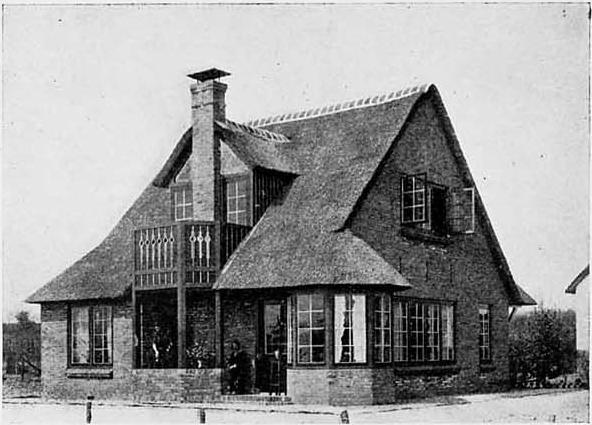
Landhuis Essen-Vinckers, Houtweg 37, Blaricum. 1915-1916.

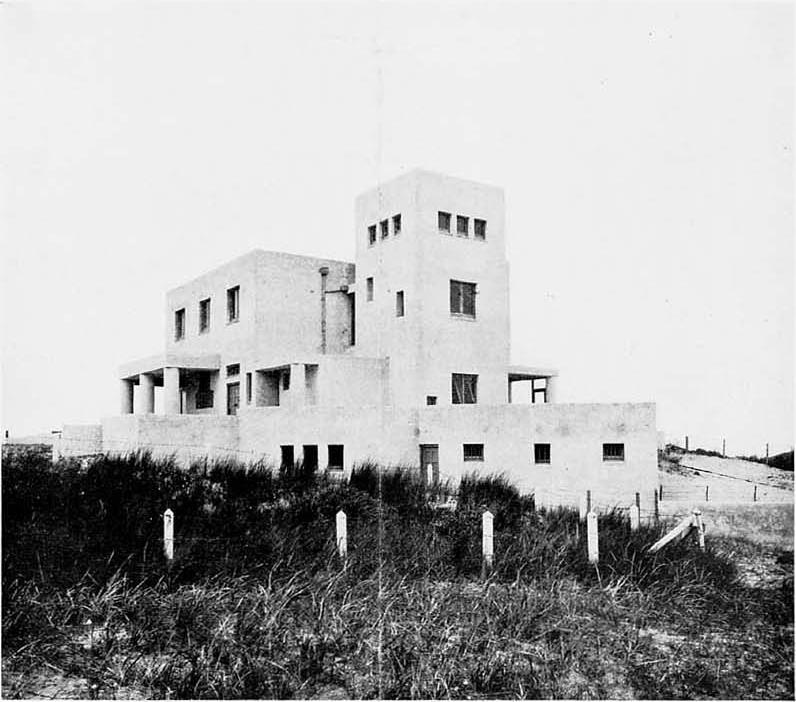
Villa Allegonda, Boulevard, Katwijk aan Zee [i.s.m. Menso Kamerlingh Onnes]. 1917.

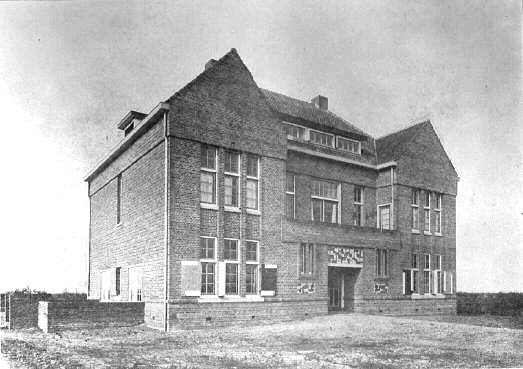
Vakantiehuis De Vonk, Noordwijkerhout [i.s.m. Theo van Doesburg]. 1917-1918.

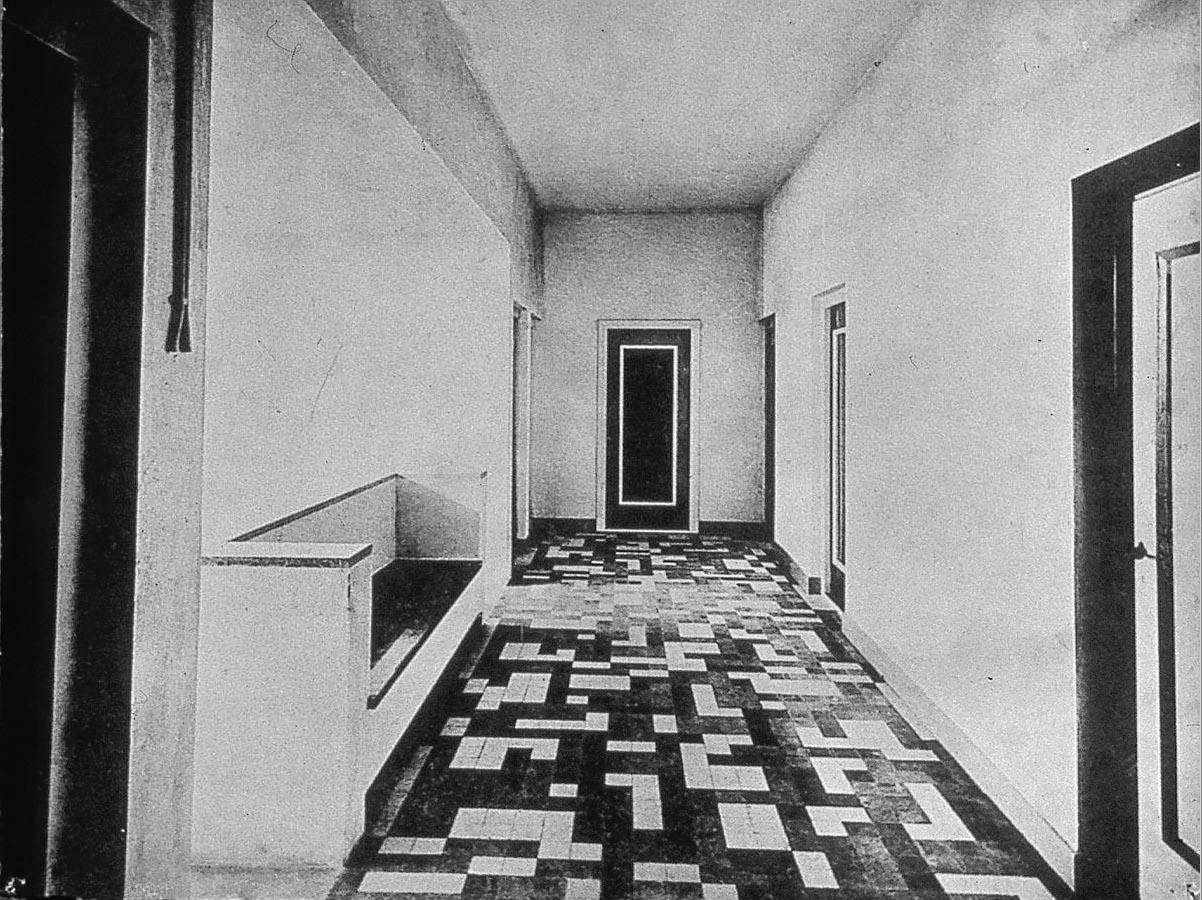
Vakantiehuis De Vonk, Noordwijkerhout, gang eerste verdieping. 1917-1918.

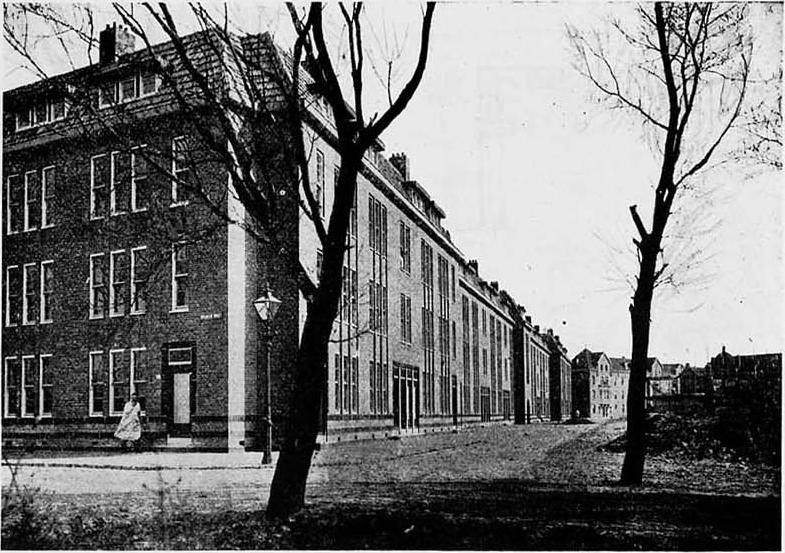
Woningblok V, Spangen, Rotterdam. 1919.

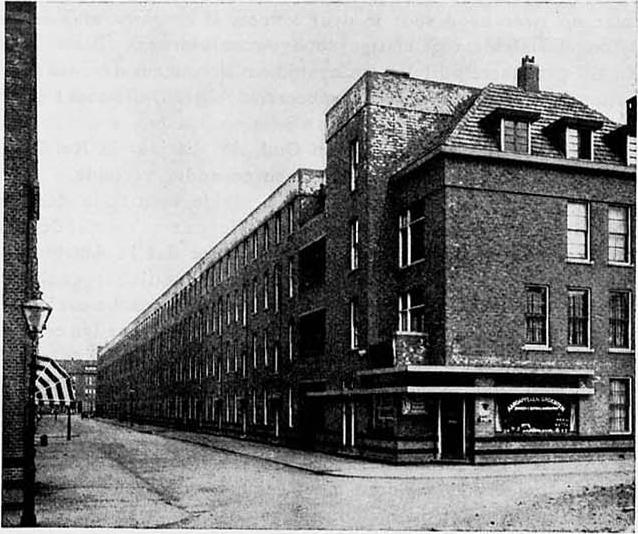
Woonblok VIII, Spangen, Rotterdam. 1920-1923.

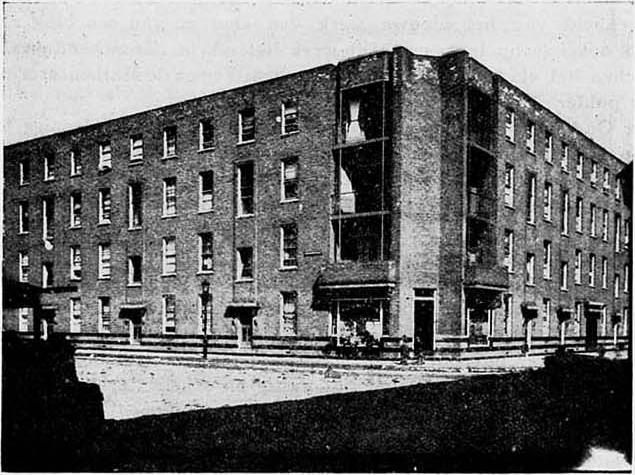
Woningen, Tussendijken, Rotterdam. 1921.

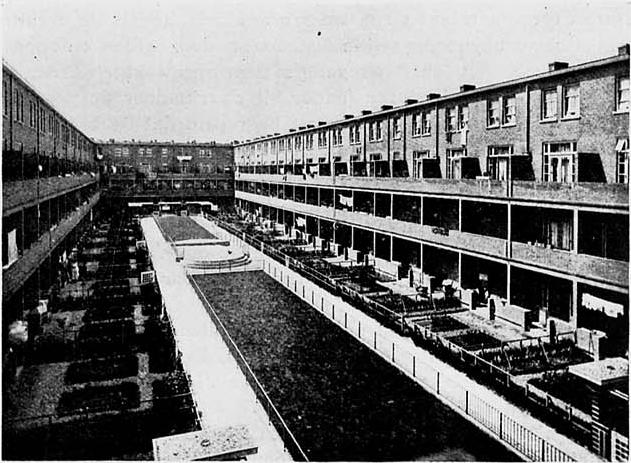
Woningen, Tussendijken, Rotterdam, binnenplaats. 1921.

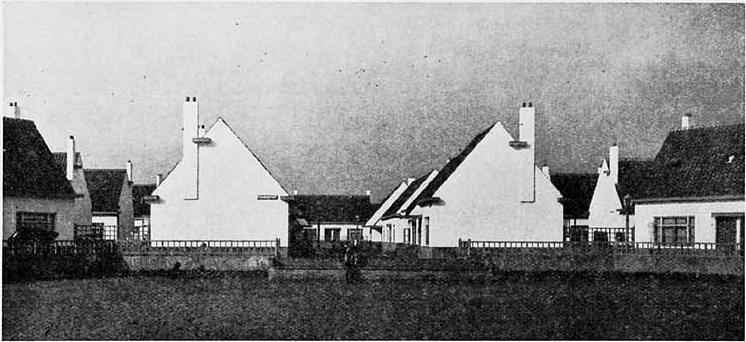
Woningen, Oud-Mathenesse (Witte Dorp), Rotterdam. 1922-1924.

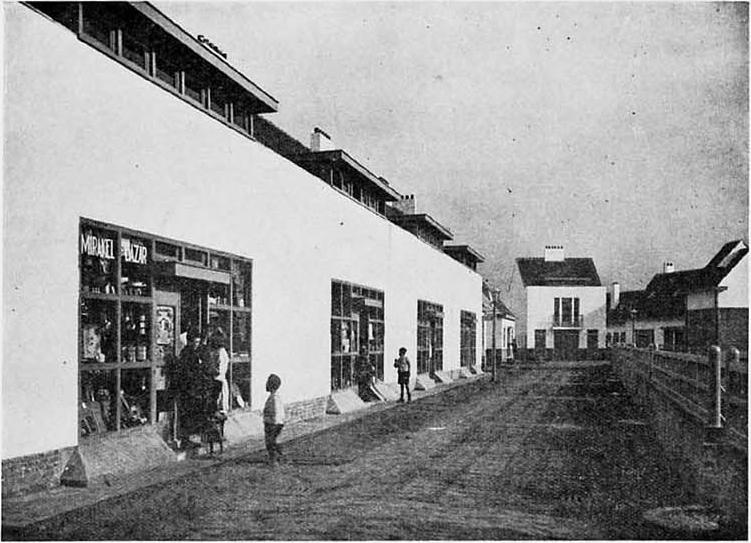
Winkels, Oud-Mathenesse (Witte Dorp), Rotterdam. 1922-1924.

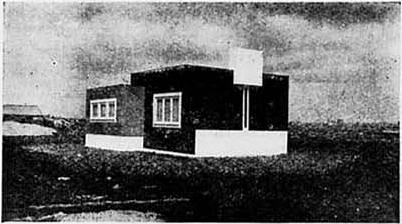
Directiekeet, Oud-Mathenesse, Rotterdam. 1923.

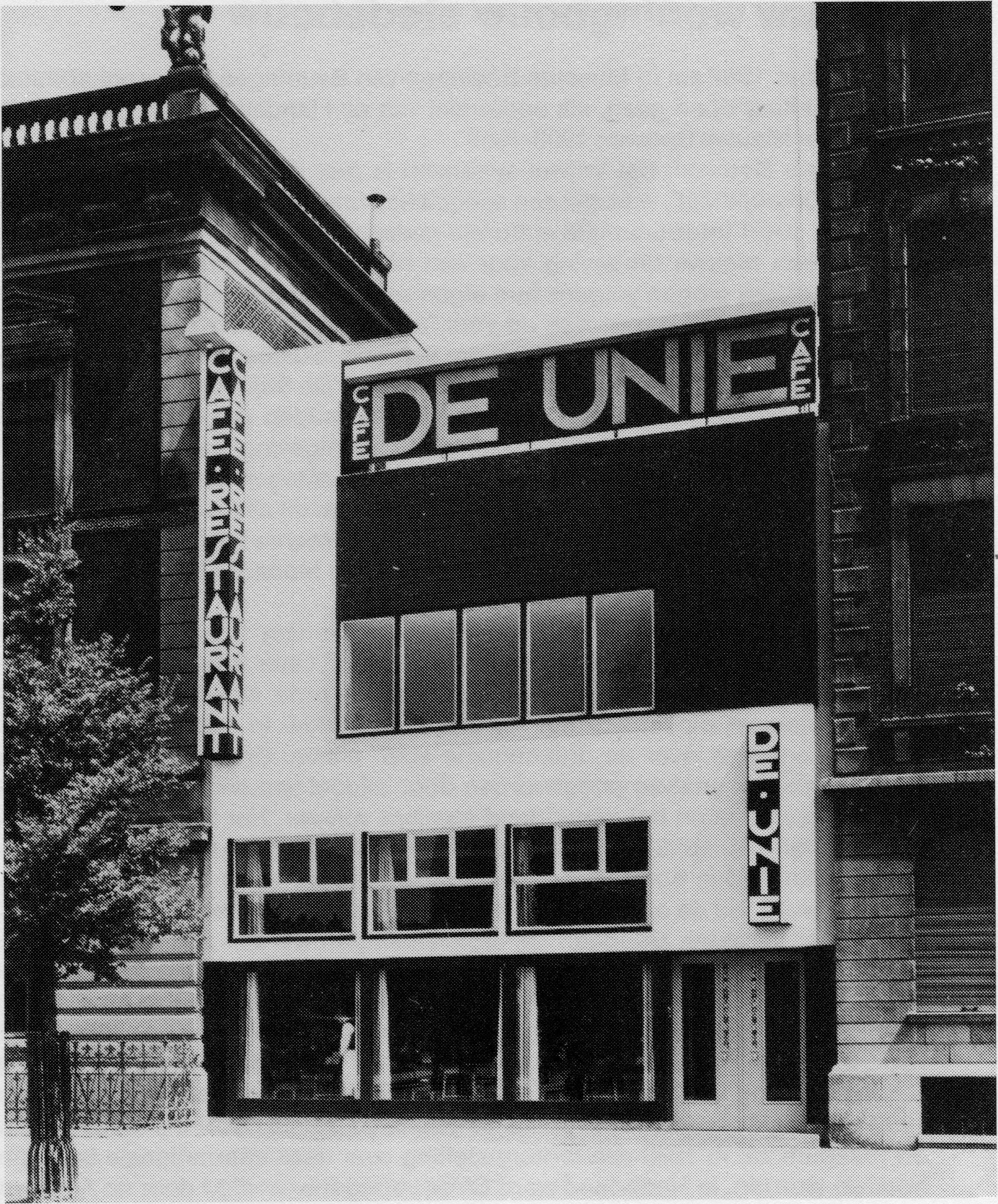
Café De Unie, Calandplein [sinds 1986 Mauritsweg], Rotterdam. 1925.

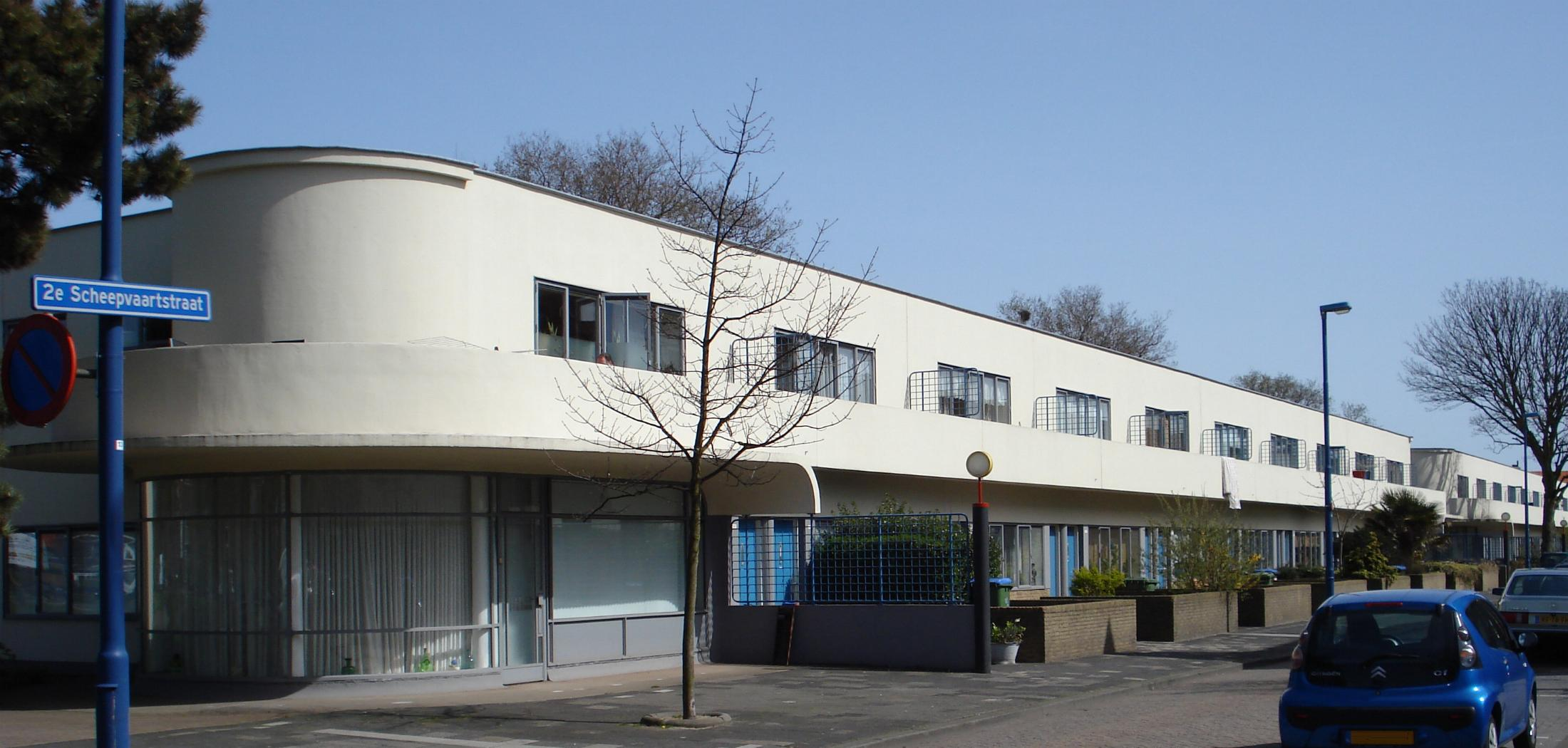
Arbeiderswoningen, Hoek van Holland. Ca. 1924.

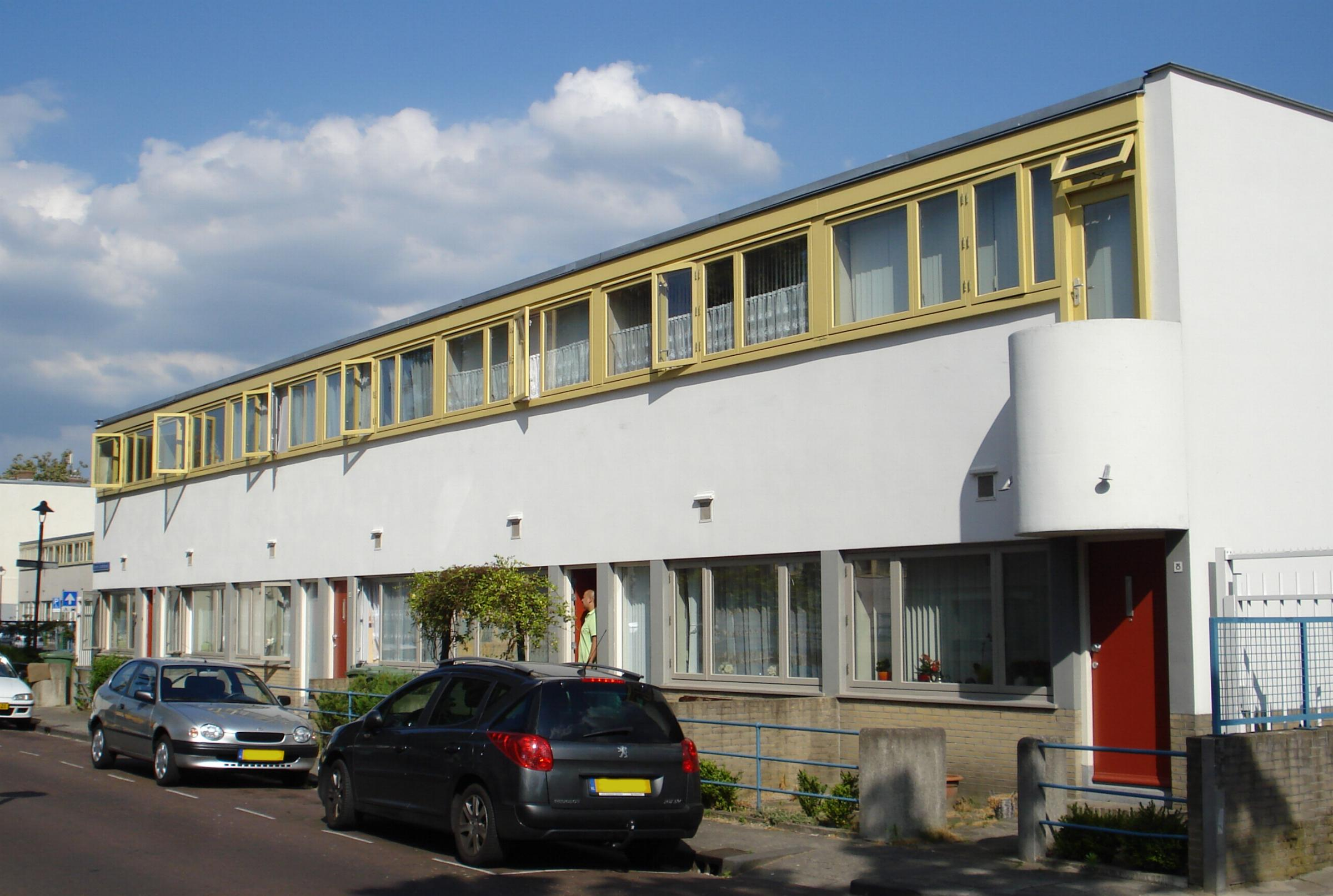
De Kiefhoek, Rotterdam. 1925-1930.

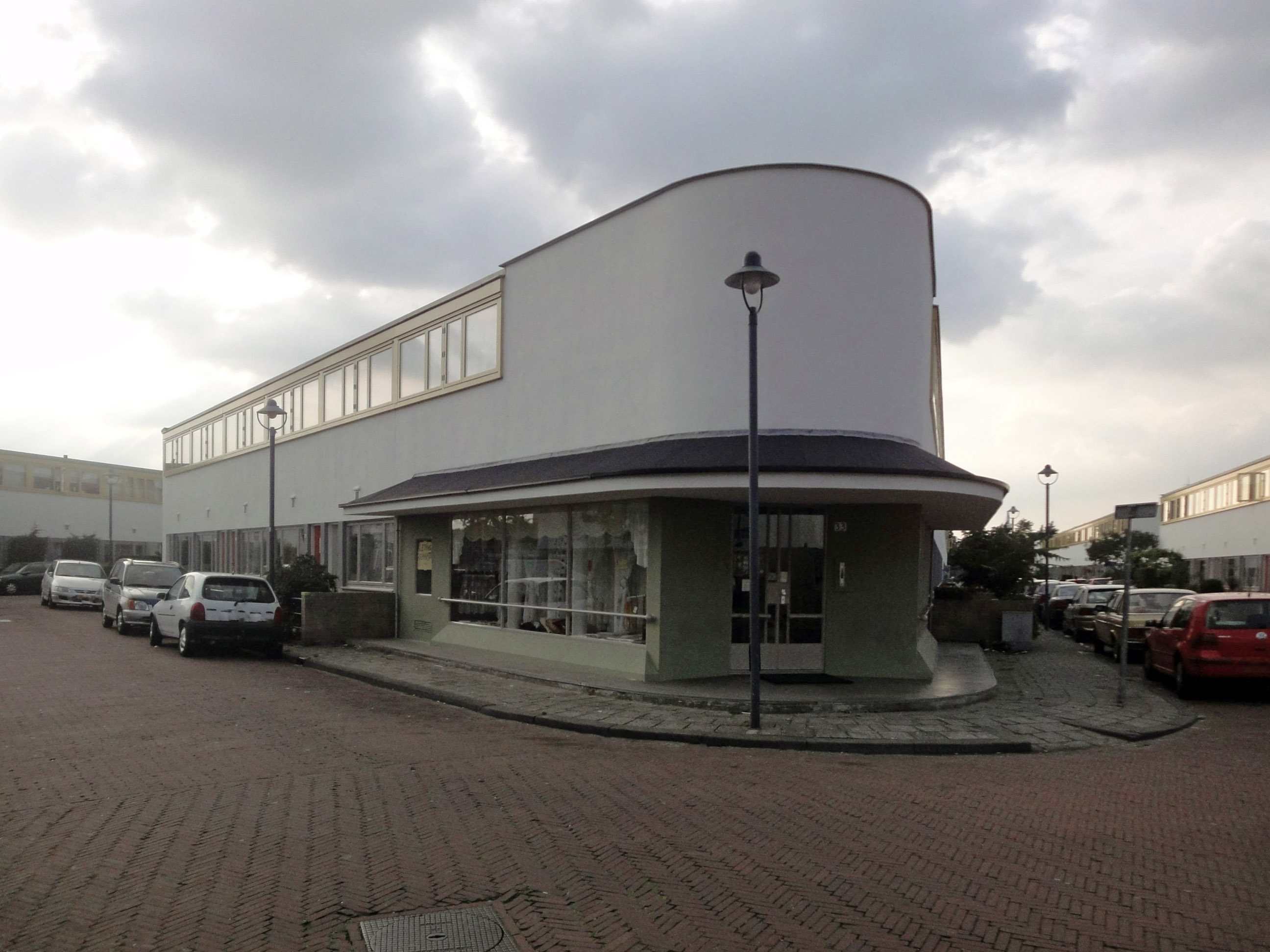
De Kiefhoek, Rotterdam. 1925-1930.

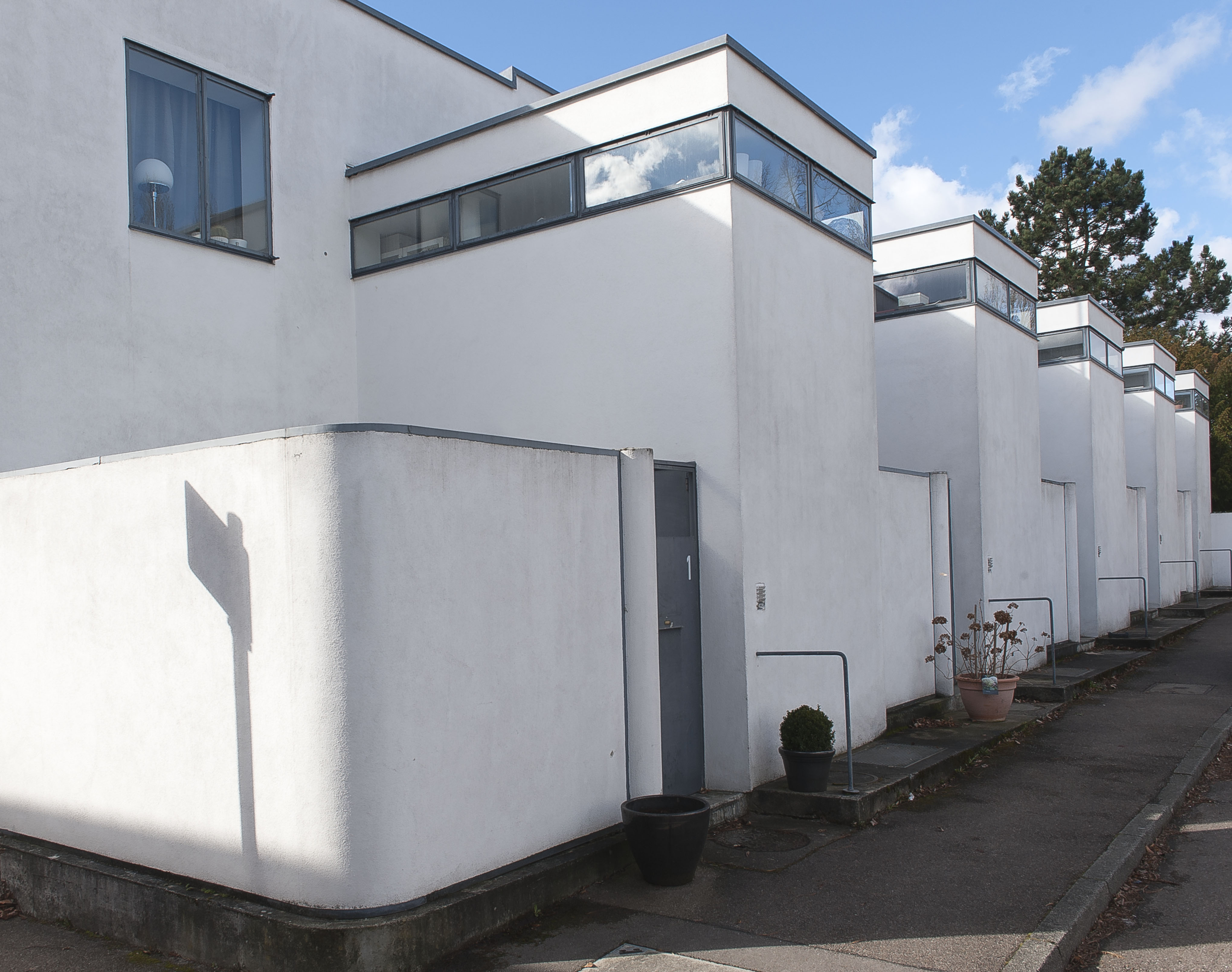
Huizenrij, Weissenhofsiedlung, Stuttgart. 1927.

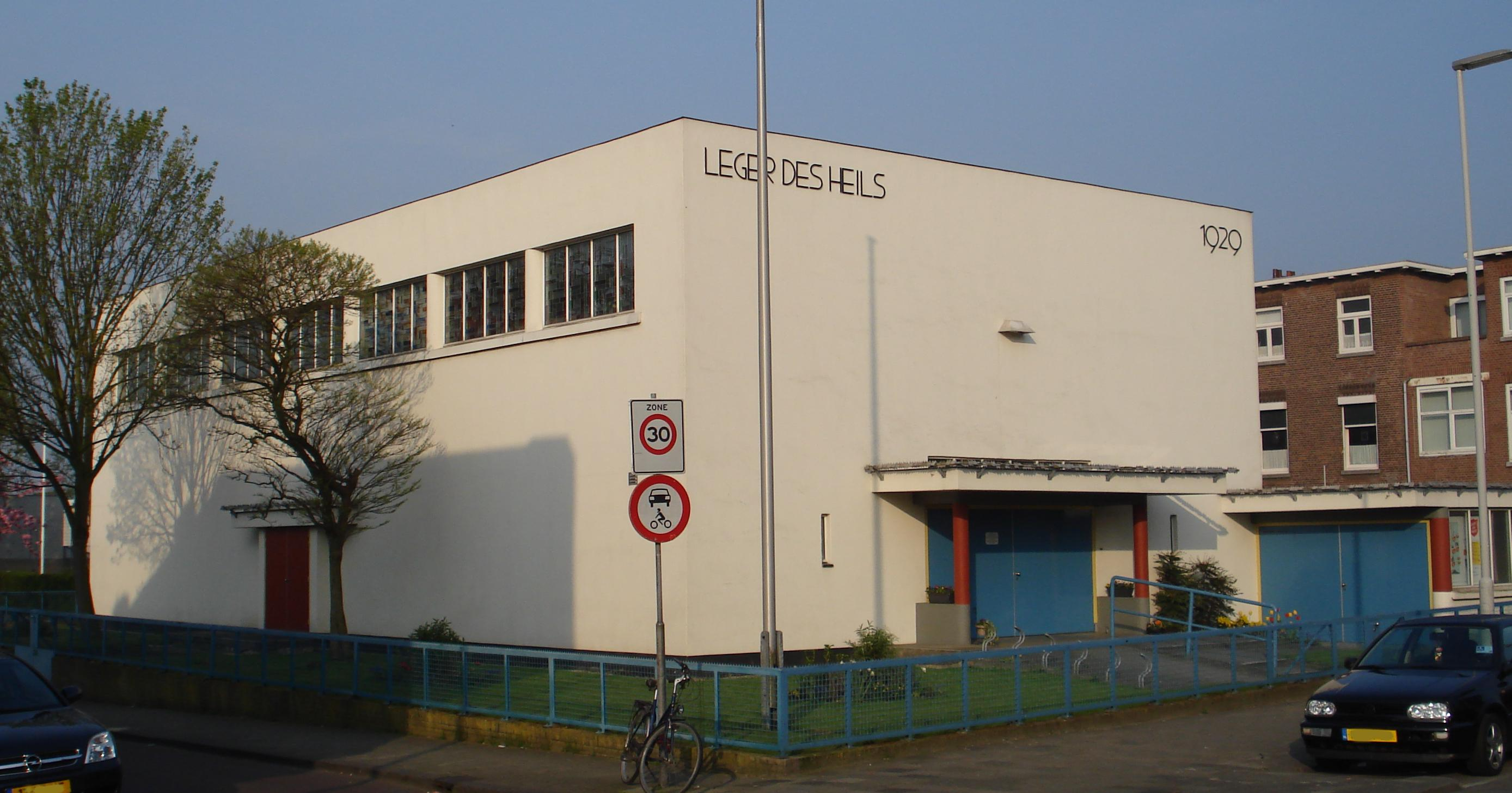
Kerk voor de hersteld apostolische gemeente, Hillevliet 139, Rotterdam. 1929.

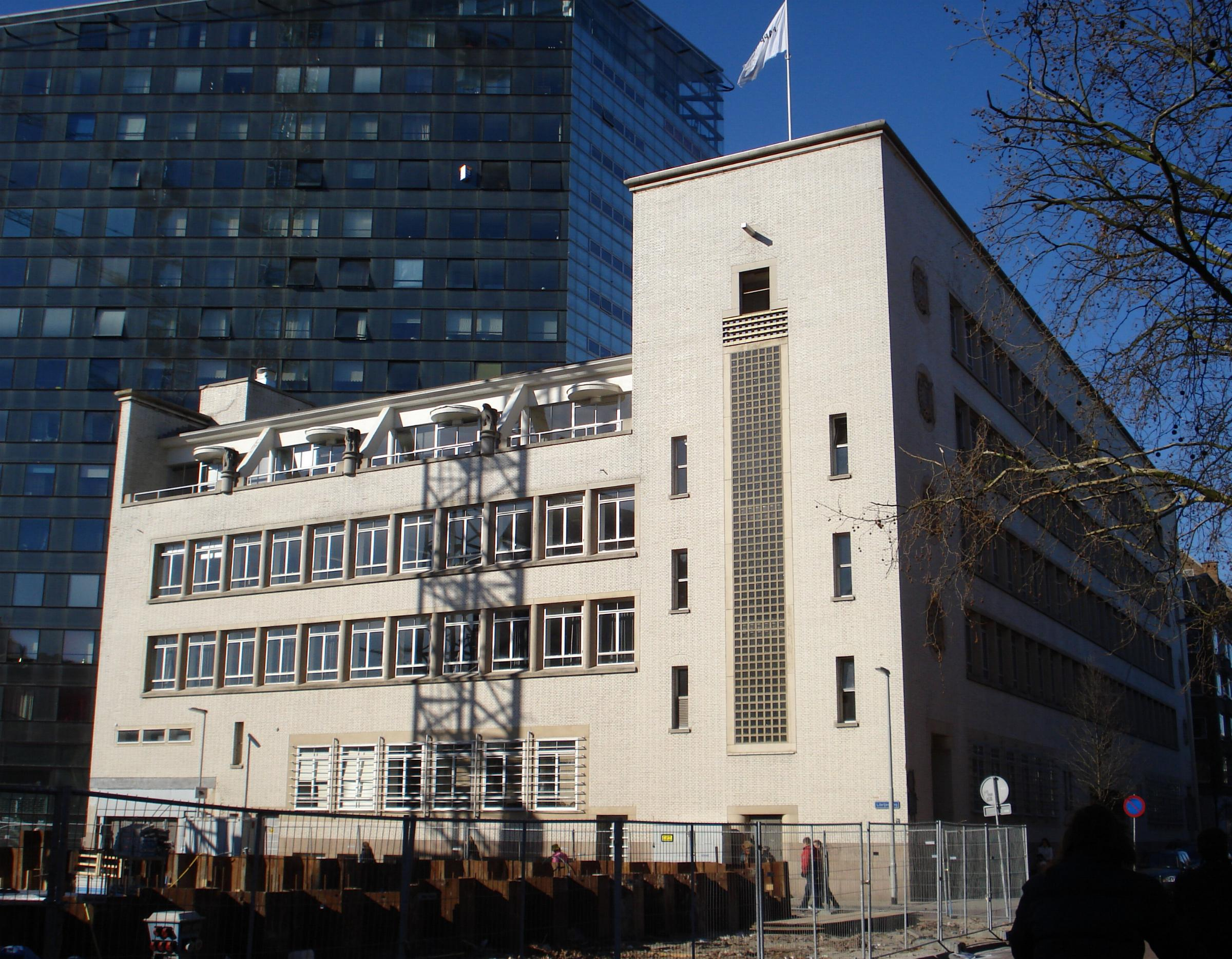
Spaarbank van Rotterdam, Botersloot 25, Rotterdam. 1942-1955.

## Biografie
Oud was de tweede zoon van de wijnhandelaar en later wethouder van Purmerend, Hendrik Cornelis Oud en zijn vrouw Neeltje Theodora Janszen. Hij wilde aanvankelijk schilder worden, maar volgde op aandringen van zijn vader van 1903 tot 1906 de opleiding bouwkunde aan de Quellinusschool en van 1908 tot 1910 een opleiding aan de Rijksnormaalschool voor Tekenonderwijzers in Amsterdam, waar hij in contact kwam met Berlage, De Bazel, Kromhout en Lauweriks. Van 1907 tot 1908 was hij als opzichter/tekenaar stagiair bij het bureau van Joseph Cuypers en Jan Stuyt, eveneens in Amsterdam. In 1909 werd hij benoemd tot leraar lijntekenen voor de eerste klassen aan de Stadsteekenschool in Purmerend. Eind 1910 vertrok hij als student naar Delft, maar kon zijn draai daar niet vinden en vertrok vervolgens als tekenaar-stagiair naar München om daar enkele maanden te studeren onder leiding van de vernieuwende architect en stedenbouwkundige Theodor Fischer (1862-1938). Fischer wist Oud te overtuigen van de betekenis van proporties en het ‘ontwerpen op systeem’, wat later het fundament van Ouds architectuuropvatting zou worden, maar net als Berlage kon Fischer hem niet helpen een consistente theorie van de nieuwe richting te formuleren. Oud achtte dit noodzakelijk, omdat het zou zorgen voor een ‘groot voordeel boven de bouwmeesters van eenige tientallen jaren terug, daar wij reeds vanaf het begin onze studies daarnaar kunnen regelen’.

### Beginjaren

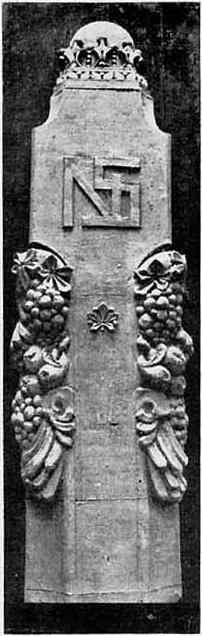
W.C. Brouwer. Detail, Bioscoop Schinkel, Purmerend. 1912.

In 1913 vestigde hij zich als architect in Purmerend, waar hij een groot aantal woonhuizen ontwierp, voornamelijk voor familieleden. Dit stelde hem in staat zijn eigen architectonische idioom te ontwikkelen, dat vaak wat verder ging dan zijn belangrijkste voorbeelden van toen, Berlage en Kromhout. In 1912 maakte hij tijdens een dia-avond bij Berlage thuis kennis met de Amerikaanse architectuur van Louis Sullivan en Frank Lloyd Wright. In 1913 verruilde Oud het landelijke Purmerend voor het kunstzinnig meer vruchtbare Leiden, waar hij zich als zelfstandig architect vestigde. Hier werd hij lid van kunstenaarsvereniging Kunst om de Kunst, waar hij bevriend raakte met Harm Kamerlingh Onnes, die hem toegang gaf tot de gegoede, artistieke milieus van Leiden, Katwijk en Noordwijk. In samenwerking met Dudok, die hij in Purmerend had leren kennen, ontwierp hij in 1914-1915 een kleine ‘arbeiderswijk’ in Leiderdorp, geïnspireerd door de tuinsteden van Raymond Unwin (1863-1940) en Hermann Muthesius (1861-1927). Ook raakte hij in deze periode in de ban van de beeldhouwer en keramist Willem Coenraad Brouwer (1877-1933) en zijn op de arts-and-craftsbeweging gebaseerde ideeën over een terugkeer naar een ambachtelijke samenleving.

### ‘Nieuwe architectuur’
Het was de kunstenaar Theo van Doesburg die hem voorjaar 1916 met het artikel ‘De nieuwe beweging in de schilderkunst’ uit de droom hielp. Oud vond hierin de consistente theorie waar hij naar op zoek was. Van Doesburgs observaties van de moderne kunst zetten Oud aan tot het nadenken over ‘de toekomstige bouwkunst en hare architectonische mogelijkheden’. Hierdoor kwam het tot een breuk met Brouwer, en nam hij wat meer afstand van Berlage en Muthesius. Op 30 mei 1916, twee dagen na publicatie van Van Doesburgs artikel, schreef Oud hem een brief, die later gepubliceerd werd als ‘Over cubisme, futurisme, moderne kunst, enz.’ (zie Publicaties). Door Van Doesburg raakte Oud overtuigd van de noodzaak van een moderne architectuur, maar over hoe die eruit moest komen te zien, liepen de meningen uiteen. Oud hield vast aan het gesamtkunstwerk, waarin de toegepaste kunst en zelfs de schilderkunst ondergeschikt waren aan de architectuur, terwijl Van Doesburg een voorstander was van gemeenschapskunst, waarin de verschillende kunstvormen gelijk aan elkaar waren. Oud riep architecten echter wel op de moderne kunst op de voet te volgen en vroeg Van Doesburg één dag voor de opening ook architecten op te nemen in Leidsche Kunstclub De Sphinx. Via Van Doesburg kwam hij in contact met Piet Mondriaan, met wie hij van gedachten wisselde over de relatie tussen schilderkunst en architectuur. Oud wilde 'niets bouwen dat [...] geen kunst zou zijn', terwijl Mondriaan vond dat architectuur alleen kunst kon zijn als deze aan de nieuwe beelding voldeed. Oud verzette zich hiertegen en zou op een bepaald moment tegen Mondriaan gezegd hebben: 'Jouw leven is schilderen, het mijne bouwen'.
In 1916 gaf hij Van Doesburg opdracht een glas-in-loodpaneel te ontwerpen voor zijn burgemeesterswoning in Broek in Waterland. In 1917 ontwierp hij, als oefening in de kubistische werkwijze, het huizencomplex Strandboulevard (zie Niet uitgevoerde ontwerpen). In 1917 ontwierpen Oud en Van Doesburg gezamenlijk Vakantiehuis De Vonk in Noordwijkerhout. Najaar 1917 werd hij medewerker van het door Van Doesburg opgerichte tijdschrift De Stijl. Nog voordat het eerste nummer van De Stijl uitkwam, lag het al onder vuur, omdat het geld uit Duitsland zou hebben ontvangen om de Duitse invloed in het neutrale Nederland te bevorderen. Oud reageerde hierop door te schrijven dat er geen steun in het buitenland was gezocht of ontvangen en dat stukken van buitenlandse medewerkers zouden worden geplaatst om tot meer internationale samenwerking te komen en niet om nationalistische ideeën te promoten. Toch ontbreekt Ouds naam onder Manifest I van De Stijl uit november 1918.
Hoewel Oud zich in De Stijl uitspreekt voor de moderne architectuur, en dan in het bijzonder de richting die Frank Lloyd Wright eerder insloeg, zijn Ouds werken uit de periode tot 1924 sterk beïnvloed door het baksteentraditionalisme van bijvoorbeeld Granpré Molière en had hij een sterke neiging naar symmetrie. Ook was Oud, in tegenstelling tot bijvoorbeeld Rietveld, zeer spaarzaam in zijn gebruik van glas. Dit beschouwde hij in zijn vroege artikelen als een luxe.
Toen Henry Van de Velde van 1917 tot 1926 in Wassenaar woonde, zocht Oud hem daar regelmatig op. Hij deelde zijn mening dat vernieuwende architectuur alleen maar revolutionair kon zijn. Van de Velde was voor Oud wat Berlage voor de meeste van zijn tijdgenoten was: geen theoreticus, maar een activist.
In januari 1918 kwam Oud, hij was toen 28, door bemiddeling van Berlage, in dienst van het Gemeente Woningbedrijf Rotterdam. Deze dienst werd in 1916 opgericht om de woningnood onder met name de recent naar de havenstad toegestroomde arbeiders op te lossen. Oud probeerde in zijn nieuwe functie zijn idealen met betrekking tot de relatie tussen het individu en de maatschappij, die hij deelde met andere leden van De Stijl, in de praktijk te brengen in sociale-woningbouwprojecten in onder meer Spangen, de Kiefhoek en het Witte Dorp. Zijn officiële positie maakte zijn relatie met De Stijl echter wel vaak moeilijk.

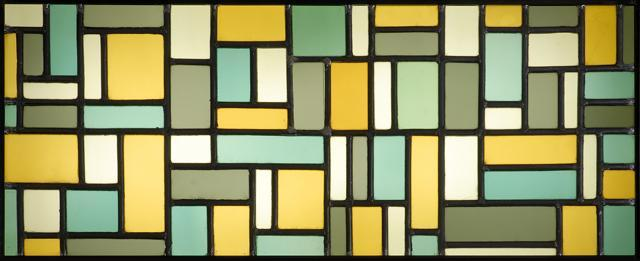
Theo van Doesburg. Glas in lood paneel voor woningblok V en IX, Spangen, Rotterdam. 1918-1919.

In 1918 vroeg hij Van Doesburg zijn toch wat solide en eentonige bakstenen woningenblokken I en V in Spangen te verlevendigen door middel van glas in loodpanelen en kleurontwerpen van in- en exterieur. Najaar 1920 vroeg hij Van Doesburg, die inmiddels naar Weimar verhuisd was, ook kleurontwerpen te maken voor woningblok VIII en IX. Deze ontwerpen waren nog radicaler en 'destructiever' dan de eerste en hoewel Oud enthousiast was, kon hij zijn werkgever niet zover krijgen ze ook uit te voeren. Toen Oud hem vroeg ze aan te passen schreef Van Doesburg op 3 november 1921 boos terug 'Entweder so - oder nichts'. Een jaar na deze brief gaf hij te kennen niet met Van Doesburg, of welke beeldend kunstenaar dan ook, samen te willen werken, omdat hij van mening was dat de kleur in de architectuur niet al te overheersend moest zijn. Bovendien kon hij zich niet meer vinden in Van Doesburgs niets en niemand ontziende verzet tegen het leven. Als de moderne architectuur door zou breken dan zou dit volgens Oud op een natuurlijke manier gebeuren vanuit het leven, en dus stopte hij met het 'kubistisch experiment'. Oud geloofde niet in een revolutionaire architectuur met een programma. Net als Mondriaan geloofde Oud in een soort spirituele evolutie van de mens. De hieropvolgende bitterheid tussen beiden leidde ertoe dat Oud niet meer aan De Stijl bijdroeg.
Oud bleef echter gefascineerd door de onopzettelijkheid van de vormgeving van industriële techniek, zoals fabrieken en oceaanstomers, en zag hier een voorbode van hoe de architectuur zich zou gaan ontwikkelen. Net als de composities van Mondriaan, mocht de architectuur geen enkel spoor van opzettelijkheid vertonen en vooral niet krampachtig en behaagziek zijn als de Amsterdamse School. Ook beperkte de rol van de architect zich volgens Oud tot 'onderworpenheid aan de opgave tot aan de grens van zelfverzaking'.
Begin 1921 hield Oud voor architectuurvereniging Opbouw, waar hij later enige tijd voorzitter van was, een lezing, die als 'Over de toekomstige bouwkunst en hare architectonische mogelijkheden' verscheen in het Bouwkundig Weekblad (zie Publicaties). Dit artikel werd een jaar daarop door Bauhaus-docent Adolf Meyer in het Duits vertaald en gepubliceerd in het tijdschrift Frühlicht. Ook gaf Oud augustus 1923 een lezing in het kader van de 'Bauhausweek', die later opgenomen werd in Ouds boek Holländische Architektur uit de serie Bauhausbücher. Na 1921 vond hij echter dat theoretiseren over architectuur geen zin heeft, wel het bespreken ervan, wat hij in de hieropvolgende periode dan ook vaak deed.
Ook onderhield Oud begin jaren 20 intensief contact met de Duitse architectuurcriticus Adolf Behne, aan wie hij in oktober 1921 de opdracht een villa in Grunewald te ontwerpen te danken had. Moholy-Nagy fungeerde daarbij als tussenpersoon. Toen Behne in 1923 in Rotterdam een lezing gaf, stelde hij hem voor aan geestverwant Otto Bartning (1883-1959).
In het Witte Dorp staat sinds 1989 een replica van de directiekeet die vanaf 1922 in de wijk had gestaan totdat deze in de hongerwinter werd afgebroken in de jacht naar stookhout. De directiekeet is een klein, maar fraai voorbeeld van de architectuur van Oud en de invloed die hij ondervond van De Stijl.
Voorjaar 1923 ontmoette hij de Russische kunstenaar El Lissitzky, die in Nederland was voor een lezingentour. Eind dat jaar nam hij met minstens één ontwerp (fabriek met ingebouwde kantoren; zie Ontwerpen) deel aan de architectuurtentoonstelling van De Stijl in Parijs. Omstreeks die tijd vond ook het eerste contact met Bauhaus-directeur Walter Gropius plaats, die hem op 15 oktober 1923 met een verzoek hem op de hoogte te stellen van de moderne architectuur in Nederland.
Omstreeks 1924 ontwierp hij in Hoek van Holland een rij betonnen 'arbeiderswoningen'. Deze zijn sterk gestandaardiseerd en konden oneindig herhaald worden. Beton bleek echter veel duurder dan baksteen. In de huizen zijn veel kenmerken van de De Stijl-beweging terug te vinden. De woningen in Hoek van Holland zijn tegenwoordig een rijksmonument.
Ouds Café De Unie werd in 1925 gebouwd op een braakliggend terrein in het centrum van Rotterdam op voorwaarde dat het na 10 jaar weer afgebroken werd. Het bleef er uiteindelijk 15 jaar staan tot het in mei 1940 verwoest werd in het bombardement op Rotterdam.
In 1925 riep Adolf Behne op tot een boycot van het tijdschrift Wasmuths Monatshefte van Werner Hegeman, vanwege zijn vernietigende kritiek op Berlage en Van de Velde. Oud zag dit als tijdverspilling en weigerde hieraan deel te nemen, waardoor zijn contact met Behne bekoelde.

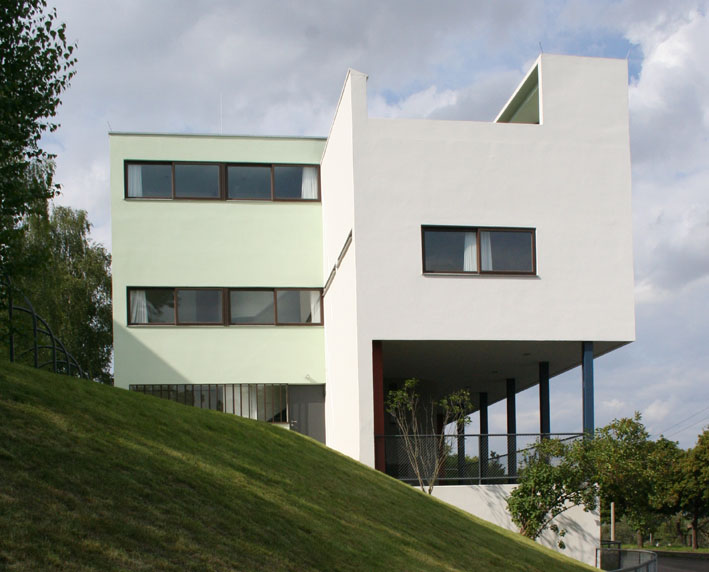
Le Corbusier. Dubbelwoning 14/15, Weissenhofsiedlung, Stuttgart. 1927

In 1926 werd Oud in Rotterdam voorgesteld aan Siegfried Giedion. Oud had stevige kritiek op zijn boek Bauen in Frankreich en verweet hem formalisme, romantisch effectbejag en een totaal gebrek aan oog voor volkshuisvesting. Oud en Giedion bleven bevriend, maar over architectuur werd niet meer gesproken. Eveneens in 1926 werd Oud door Arthur Lehning gevraagd als redacteur voor het op te richten tijdschrift i10. Oud had zijn reserves. 'Het zou mij [...] zeer onaangenaam zijn in een politiek verbond gestopt te worden [...], waar ik niets voor voel [...] ik voel ten slotte niets voor welke politieke partij dan ook', schreef hij op 7 oktober 1927 aan Lehning. Hij was per slot van rekening nog steeds gemeenteambtenaar van Rotterdam. Na een geruststellend antwoord van Lehning, verscheen in 1927 het artikel 'Richting' in i10. In 1929 ging het blad echter al ten onder.
Ouds prijsvraagontwerp voor een nieuwe beurs aan de Coolsingel in Rotterdam werd afgewezen door jurylid Berlage. Dit was een grote teleurstelling voor Oud, temeer omdat Berlage wél altijd de Amsterdamse School gesteund had, en Oud van mening was dat niet zij, maar toch vooral hij Berlages werk voortzette. 'Het is mij steeds diep-in een schrijnende teleurstelling U te zien bewegen, als voelde U er zich thuis, tussen een categorie van architecten, waar ik niets anders tegen heb dan het allerergste, n.l. dat zij ons vak, waarvan ik bovenal door U het mooie leerde zien, neerhalen tot op een niveau, waarop het de naam bouwkunst in geen enkel opzicht meer verdient', schreef hij op 11 oktober 1927 aan Berlage. Tegen 1933 beschouwde hij Berlage als overwonnen geschiedenis. Zijn internationale faam groeide echter. In mei 1927 werd hij gevraagd Wilhelm Kreis op te volgen aan de Staatliche Kunstakademie in Düsseldorf. In overleg met de gemeente Rotterdam sloeg hij het aanbod echter af.
In 1927 ontwierp hij voor de Weissenhofsiedlung in Stuttgart een rijtje modelwoningen. Net als de woningen in Hoek van Holland konden deze oneindig herhaald worden. Voor deze woningen ontwierp hij ook een set buismeubelen, die de basis vormden voor meubels die hij speciaal voor Villa Allegonda ontwierp. In de jaren 30 ontwierp hij meubels voor Metz & Co met bekleding ontworpen door Bart van der Leck.
De Weissenhofsiedlung markeerde het begin van de Internationale Stijl. Oud heeft de Internationale Stijl, of het nieuwe bouwen, zoals de Nederlandse variant heet, nooit helemaal aangenomen, maar hij werd als pionier van deze richting wel zeer gerespecteerd. Zijn oplossingen voor het woningbouwvraagstuk werden in het buitenland, met name in Duitsland en de Verenigde Staten, maar ook in Engeland en Frankrijk, gepubliceerd en besproken. Tegen het einde van de jaren 20 stond hij, samen met Ludwig Mies van der Rohe, Walter Gropius en Le Corbusier, internationaal bekend als een van de Vier Groten van de architectuur.
De Weissenhofsiedlung leidde ook tot de oprichting van de CIAM. Oud was aanvankelijk enthousiast over dit initiatief. Toen bleek dat organisator Giedion ook Wils en Dudok uitgenodigd had voor het eerste congres in La Sarraz in juni 1928, grepen Oud en Van Eesteren in en werden Wils en Dudok van de gastenlijst geschrapt. Uiteindelijk waren zowel Oud, Stam als Van Eesteren verhinderd, waardoor Berlage de enige was die Nederland in La Sarraz vertegenwoordigde. Giedion probeerde Oud via Karl Moser (1860-1936) te bewegen alsnog te komen, maar toen Oud vernam dat Giedion het congres op bijna militaristische manier had georganiseerd en zijn eigen opvattingen eraan oplegde, waardoor sommige modernistische stromingen uitgesloten werden, zag hij alsnog van deelname af. Oud had het zich allemaal heel anders voorgesteld. 'U weet met welke bewondering ik het congres van Sarraz begroet heb: een keer vrolijk met mijn collega's samen zijn, een beetje praten (niet te veel en niet te zwaar), een beetje wandelen in de mooie omgeving, een beetje dansen, enkele conclusies van algemene strekking en dan: einde', schreef hij op 18 augustus 1928 aan Giedion. Ook van de leden van de CIAM was Oud niet onder de indruk. 'Wat heb ik eigenlijk met een onbegaafde meeloper als Hoste te maken? Wat met Häring? Wat eigenlijk met de Quantitätspesser May? Wat met het kasplantje Corbusier?'.
Oud had stevige kritiek op Le Corbusiers bijdrage aan de Weissenhofsiedlung. Hij omschreef deze in 1927 een brief aan Giedion als 'Theater, af en toe, zeker, maar voor de ontwikkeling [van de moderne architectuur] zinloos en gevaarlijk. Ernstigste [vorm van] romantiek'. Oud vond het bouwen op 'pilotis' onzinnig, omdat de zo ontstane ruimte onder het gebouw geen duidelijk nut heeft, maar bovenal vond hij dat Le Corbusiers 'zwevende' architectuur niet meer in het moderne leven wortelde. Zijn ontwerpen waren immers alleen betaalbaar voor de rijken. Hierdoor nam Oud nog geen jaar na de bouw van de Weissenhofsiedlung afstand van Le Corbusier.
In 1928 werd hij gevraagd Karl Moser op te volgen als professor aan de Eidgenössische Hochschule in Zürich. Ook ditmaal sloeg Oud af, omdat zijn passie voor het bouwen hem niet verenigbaar leek met een positie in het onderwijs. Ook werd hij dat jaar gevraagd als zelfstandig architect, zoals voor een Dreifamilienhaus in Brno en een tweede verbouwing van Villa Allegonda in Katwijk.
Omstreeks 1929 hernieuwde hij zijn contact met Van Doesburg. Na zijn dood hielp hij Van Doesburgs weduwe Nelly van Doesburg met de redactie van het dernier numéro van De Stijl, dat in 1932 uitgegeven werd ter nagedachtenis aan Van Doesburg.
In 1930 kreeg Oud bezoek van architect Philip Johnson en architectuurhistoricus Henry-Russell Hitchcock. Beiden waren vooral onder de indruk van Ouds woningen in Hoek van Holland. Hitchcock schreef de eerste monografie van Oud, J.J.P. Oud (Parijs, 1931), en Johnson bezorgde hem een ereplaats in de tentoonstelling The International Style: Architecture since 1922 in het MoMA in 1932, die zijn naam in de Verenigde Staten vestigde als een van de pioniers van de nieuwe architectuur.
In 1931 maakte hij een groot ontwerp voor woonhuizen in de wijk Blijdorp, bestaande uit verschillende langgerekte, vier verdiepingen tellende appartementsgebouwen in stroken met vrijdragende balkons en voor Oud ongewoon grote ramenrijen. Het is geheel in overeenstemming met de uitgangspunten van het nieuwe bouwen, hoewel de meest militante architecten van die stroming mogelijk bezwaar hadden tegen de privétuintjes op de begane grond. Misschien daardoor ging de opdracht naar Jo van den Broek. In 1933 verliet Oud het inmiddels gereorganiseerde Gemeentelijk Woningbedrijf Rotterdam en vestigde zich als zelfstandig architect. Al eind jaren 20 had hij meer dan genoeg van de volkshuisvesting. 'Graag zou ik [...] een station of iets anders gemeenschappelijks, groots maken: weet U wat voor mij?', schreef hij in 1928 aan Giedion. Later erkende Oud het bestaan van een architectonische hiërarchie, die hij met het gezin vergeleek. 'Zo weinig als het kind in het gezin gelijke rechten bezit als de vader (en dit zal zich weldra weer als iets goeds bewijzen!), zo weinig heeft de woning in de architectuur dezelfde rechten als het raadhuis (dat zich eveneens spoedig weer zal bewijzen)', schreef hij Alfred Roth op 5 augustus 1946. Oud was van mening dat hij het representatieve gebouw op dezelfde manier kon vernieuwen als de woning. Voorbeelden hiervan zijn de ontwerpen van een volksuniversiteit (1924-1927) en een beurs (1926).
Oud zag een principieel onderscheid tussen de termen 'bouw' en 'architectuur'. Hij was dan ook niet gelukkig met de naam 'het nieuwe bouwen'. Op 11 maart 1934 schreef hij Rietveld dat hij het maar een ‘een laf en rot woord voor ‘nieuwe architectuur’’ vond. Oud had ook grote problemen met de vereenzelviging van Opbouw met het socialisme. Dit leidde ertoe dat hij op 25 mei 1933 het bestuur van Opbouw het volgende schreef: 'De beginselen op esthetisch gebied, waarvoor het Bestuur wenscht op te komen, zijn van een te breede strekking dan dat ze in bepaalde politieke constellaties - welke dan ook - ondergebracht zouden kunnen worden. De koppeling van deze aard, die het Bestuur in den laatsten tijd tracht door te voeren, leidt tot een beperking van de bedoelde geestelijke opvattingen, die ik niet door mijn medelidmaatschap als juischt wensch te erkennen', waarmee hij zijn lidmaatschap opzegde.
Oud zette zich niet alleen in voor de moderne architectuur. In 1935 volgde hij Berlage op als lid van de Rijkscommissie voor de Monumentenzorg.
In juni 1936 kreeg hij bezoek van MoMA directeur, A.H. Barr, die hem een functie aanbood aan de Graduate School of Design van de prestigieuze Harvard-universiteit en hem vroeg een uitbreiding van het MoMA te ontwerpen. Maar ook dit keer sloeg Oud af, omdat hij liever in Nederland wilde blijven, 'waar zijn positie, als profeet in zijn eigen land, zich snel ontwikkelt', aldus Barr. Oud stelde Mies van der Rohe voor als onderwijsvernieuwer aan de Graduate of Design, die het omvormde tot een 'Harvard Bauhaus'. Oud plaatste zich zo, hoe langer hoe meer buiten de moderne beweging en was nu inderdaad een eenzame profeet in zijn eigen land. Zijn opvatting dat architectuur uit het moderne leven voortkwam, stond haaks op materialistisch-functionalistische ideeën van de Internationale Stijl en 'dit heeft me een wat eigenaardige en geïsoleerde positie opgeleverd onder de moderne architecten en het is ook om die reden dat ik nooit heb kunnen besluiten aan het "Cirpac" [comité van de CIAM] deel te nemen, omdat deze mijns inziens te zuiver materialistisch ingesteld is' (brief aan Fred Forbat, 7 december 1935). Ook vond hij dat de Internationale Stijl de artistieke beginselen van de avant-garde verkwanseld had. 'Laat men al die theorie, al die reclame, al dat cijferen en verantwoorden; kortom: laat men al die remmen eens loslaten en gewoon doen. Laat men het nu eens 'lekker' doen. Een huis bouwen, eenvoudig weg, zooals men het plezierig zou vinden om in te wonen. Niet denken aan het goede gedrag als theoreticus en desnoods dwars tegen het beginsel in, maar gewoon echt: van binnen uit', schreef hij op 28 mei 1941 aan Opbouw.

### Reactie
Midden jaren 30 zag Oud de nieuwe architectuur als voltooid en vond hij dat het 'doorzeuren over reeds gevonden beginselen nu eens plaats moest maken voor het doorwerken op bereikte resultaten', zoals hij op 3 december 1935 schreef. Hierin stond hij niet alleen. Ook andere architecten hadden moeite met het gebrek aan een artistieke dimensie van het functionalisme. Sybold van Ravesteyn ging hierin het verst door de architectuur te 'verrijken' met barokke elementen. Oud zag hier echter niets in en vond dat Van Ravesteyns interieurs 'de geest van mijn oude tante' uitstraalden, in plaats van een 'vreugd-vol vormgeven van het leven van onze tijd'. Ouds eerste 'doorgewerkte' ontwerp was een prijsvraagontwerp voor een nieuw stadhuis in Amsterdam: symmetrisch van opzet en bekroond met een hoge zuil met daarop een allegorische vrouwenfiguur. Giedion, die hem in juli 1938 in Rotterdam opzocht was teleurgesteld en schreef op 29 juli 1938 aan Moholy-Nagy dat Oud zich 'op een gevaarlijke weg der reactie' bevond, en op 31 augustus aan Cor van Eesteren: 'Het was een zware avond. [...] We moeten ons zorgen om hem maken!' Oud trok zich echter niets van deze kritiek aan. Zijn ontwerp voor het hoofdkantoor van Shell in Den Haag uit 1938 was nog uitbundiger. Het is bijna een manifest tegen de orthodoxie van het functionalisme, maar 'beter verkeerd geprobeerd dan werkelijk verstard', schreef hij op 16 juni 1946 aan Alfred Roth.

### Lidmaatschap Kultuurkamer
Oud trad op 1 juni 1942 toe tot de Nederlandsche Kultuurkamer, de wegbereider van het nationaalsocialistisch cultuurbeleid. Dat blijkt uit het in 2017 verschenen proefschrift 'Bouwkunst en de Nieuwe Orde' over de collaboratie en berechting van Nederlandse architecten in de periode 1940-1950 van bouwkundige David Keuning. De aanmeldprocedure bestond uit een kort aanmeldingsformulier, gevolgd door een uitgebreidere aanmelding met de ondertekening van de ariërverklaring. Met deze verklaring geeft iemand aan niet Joods te zijn. Oud doorliep de gehele aanmeldingsprocedure. "Hij was dus fout, maar wel in de allerlichtste gradatie", aldus Keuning.

### Naoorlogse periode
Gedurende en na de oorlog brak het functionalisme van Giedion en Gropius in met name de Verenigde Staten definitief door. Er ontstond een soort universeel modernisme. Hierdoor liet hij zich, tegen zijn principes, verleiden tot het schrijven van een manifest. In dit manifest, gedateerd 11 mei 1946, staat onder meer: 'Tot nu toe was het probleem van de moderne architectuur: 1. Het duidelijk en zonder voorwaarde vastleggen van de eisen waaraan een bouwwerk moet voldoen wat betreft praktisch gebruik en constructie. 2. Deze vereisten tot stand brengen zonder tussenkomst van het verleden in een vorm die een directe uitdrukking is van het op te lossen vraagstuk. Zoals ingenieurs dat doen; zoals de bouwkunde dit doet! Op die manier hebben we nu, in de beste kantoren en woonhuizen, vormen bereikt op het niveau van een goede locomotief, een goede auto of een goede tandartsboor. Degelijke technische vormen, die in hun eerlijkheid van culturele waarde werden! [...] Het is een begin: niet, zoals sommige architecten lijken te denken, reeds een einde. Het vormt de basis voor een nieuwe architectuur: een aanzienlijk deel van haar grondbegrippen, maar waar nog zeer weinig literatuur over bestaat! Het is goed bouwen, maar nog geen emotioneel bouwen. Nog geen: architectuur!'.

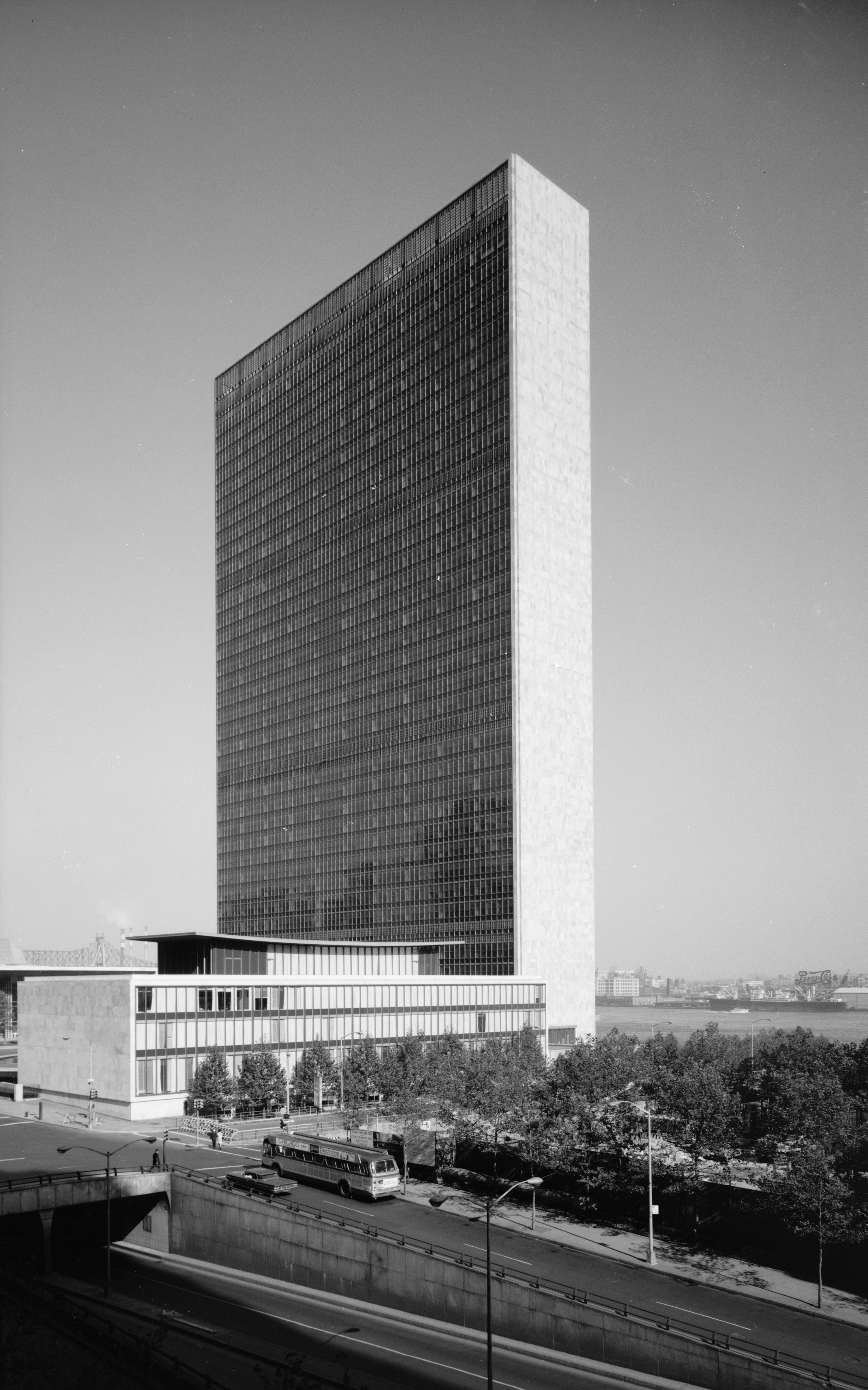
Wallace Harrison et al. VN Hoofdkantoor, New York. 1947-1953.

Het succes van het naoorlogse 'universeel modernisme' was vooral te danken aan de propaganda van het MoMA. Het MoMA organiseerde ook overzichtstentoonstelling, waarvan Oud zich buitengesloten voelde. 'Ik erger me [...] heel erg aan de moderne architectuur, waarin het emotionele element zo sterk verloren gegaan is en daarvan vind ik de Amerikanen de typische representanten, die het nog goed hebben ook, omdat ze schijnbaar - door hun frisheid - het gelijk aan hun zijde hebben. [...] De architectuur [is] fris, maar leeg', schreef hij op 14 april 1956 aan J.J. Vriend. Ook keerde hij zich tegen het binnen het functionalisme veel voorkomende teamwork, zoals het geval was bij het hoofdkantoor van de Verenigde Naties in New York. Hierin vond hij bijval van een andere pionier van het modernisme, die later zijn eigen weg is ingeslagen, Frank Lloyd Wright, aan wie hij in 1952 een tentoonstelling in het Ahoy wijdde. 'Ik maakte zelf al bezwaar tegen de manier waarop het gebouw op bureaucratische wijze is geconcipieerd en tot mijn tevredenheid vernam ik dat U in een artikel ook uw onvrede hebt geuit', schreef hij Wright op 1 juni 1948.
Ook tegen het UNESCO-gebouw in Parijs zocht hij steun bij Wright. 'Ik zou graag een en ander bepleiten in de pers (of in de VN) voor meer idealisme in het nieuwe gebouw - voor meer architectuur. Kunnen jij en ik (en Mumford) niet een paar woorden naar de pers sturen als een soort tegengeluid? Waarom moet de Giedion-bende weer opnieuw de leiding nemen?', schreef hij hem op 25 mei 1952.

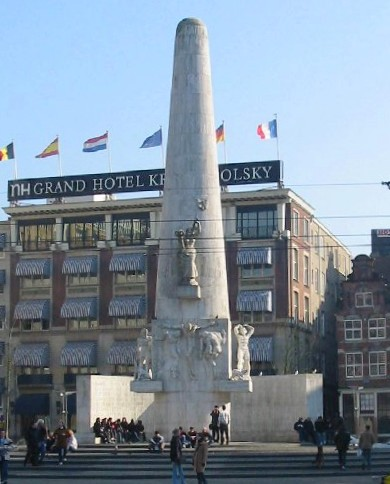
Nationaal Monument, Dam, Amsterdam. 1956 (onthulling).

Ondertussen was het respect voor Oud in de Verenigde Staten tot een dieptepunt gedaald. Op de grote De Stijl-tentoonstelling in het MoMa, die in 1952 plaatsvond, was Oud nauwelijks vertegenwoordigd – alleen zijn bouwkeet, fabriek, Kiefhoek-kerk en Café de Unie werden getoond – en in het in 1955 door het MoMA uitgegeven Masters of Modern Art ontbrak zijn naam zelfs geheel. Dit ging Oud niet onopgemerkt voorbij. Hij vroeg Johnson op 28 augustus 1955 per brief om opheldering. Hij schreef: 'Ik introduceerde het kubisme in de architectuur in 1917 en 1919 en u bent bewust van de invloed die uitging van de [tentoonstelling] 'International Style' architecture van 1932 in het Museum of Modern Art. U weet ook dat Kubistische Architectuur en later 'De Stijl' van groot nut waren voor Le Corbusier, Mies van der Rohe en Gropius. Terwijl Gropius geen eigen stijl had of heeft omdat hij meer onderwijzer dan een schepper is. [...] Als Amerika niet van mijn toekomst houdt, kon het in ieder geval respect opbrengen voor mijn verleden, dat ook zijn architecten geholpen heeft'.
Ook de kunsthistorici Bruno Zevi en Hans Jaffé, die beiden onderzoek deden naar De Stijl en Ouds rol daarin bagatelliseerden, kregen een stevige brief. Om al deze misverstanden eens en voor altijd uit de wereld te helpen schreef Oud Mein Weg in ‘De Stijl’, waarin hij tevens probeerde aan te tonen dat hij zich vanaf de oprichting van De Stijl tot dan toe, anders dan werd aangenomen, in een rechte lijn had ontwikkeld.

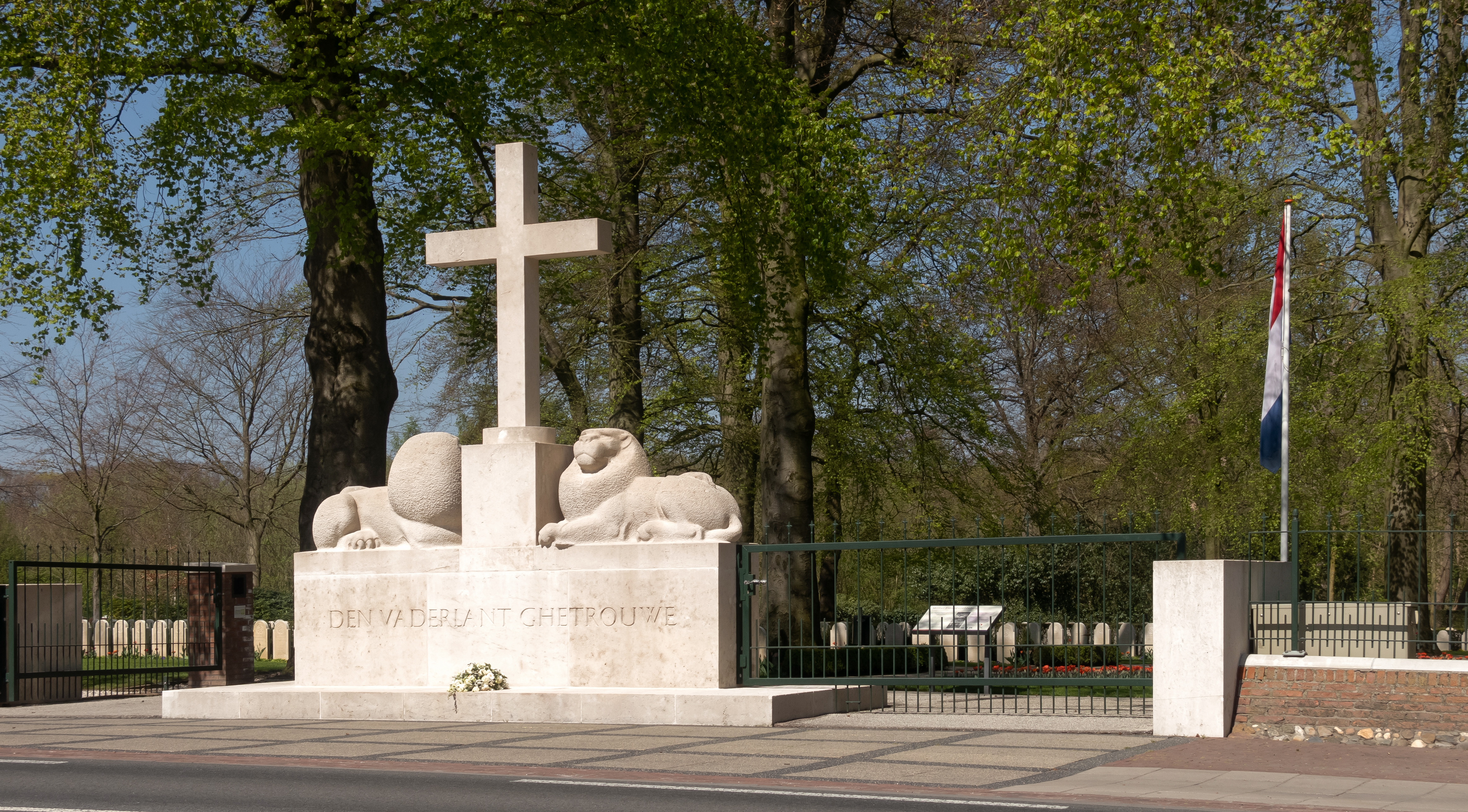
Monument op het Militair ereveld Grebbeberg.

Hoewel zijn rol na de oorlog in het buitenland nagenoeg was uitgespeeld, was Oud in Nederland nog steeds een beroemdheid. Hij kreeg eervolle opdrachten, zoals voor het Nationaal Monument en het monument op het Militair ereveld Grebbeberg. Uit de reconstructie van de ontstaansgeschiedenis van deze naoorlogse projecten, zoals voor de Spaarbank en kantoorgebouw De Utrecht in Rotterdam, het Bio-herstellingsoord in Arnhem, blijkt hoe Oud zocht naar nieuwe samenwerkingsverbanden met kunstenaars en technici tijdens het ontwerpproces. Over de positie van de architect was Oud zelfverzekerd: de architect had ondanks de toenemende bureaucratie en professionalisering van adviseurs, als enige nog het overzicht en stond onbetwist aan de leiding.
Het moet voor Oud bijzonder pijnlijk geweest zijn te zien hoe het modernisme in de loop van de jaren 50 een langzame dood stierf. De CIAM hielden op te bestaan en Giedion riep zelfs op tot een 'nieuwe monumentaliteit'; In woord en bedoeling hetzelfde als waar Oud al midden jaren 30 voor pleitte. Verbolgen schreef hij in 1962 aan K. Wiekart: 'Heb je ooit iets banalers gezien dan de 'Ambassy' in Athene, die volgens meneer Gropius de Grieksche traditie modern tracht bij te blijven'; en over het ontwerp voor het stadhuis van Boston: 'En mooi dat de Gropiussen dat vinden. [...] Als ik dan denk hoe ik in 1938 in de 'Shell' al 'klassiceerde' en heel wat gewetensvoller, terwijl ik toen bont en blauw gescholden werd (als je het zo kunt zeggen), dan snap ik er soms niet veel van!'
Zijn laatste project was het Nederlands Congresgebouw in Den Haag uit 1956. Oud overleed op 73-jarige leeftijd. Hij was sinds 27 december 1918 getrouwd met Annie Dinaux en had met haar één zoon, de architect Hans Oud.

## Werk

### Belangrijkste Publicaties

#### Theorie
- 'Architectuur met de pen', Bouwkundig Weekblad, 35e jaargang, nummer 6 (6 februari 1915): p. 44-45.
- 'Over cubisme, futurisme, moderne bouwkunst, enz.', Bouwkundig Weekblad, 37e jaargang, nummer 20 (16 september 1916): p. 156-157.
- 'Gedachten over bouwkunst', Gedenkboek uitgegeven ter herinnering aan het 10-jarig bestaan der Vereeniging van Leerlingen der Rijks-normaalschool voor Teekenonderwijs. Amsterdam, [1917]: p. 36-38.
- 'Het monumentale stadsbeeld', De Stijl, jaargang 1, nummer 1 (oktober 1917): p. 10-11. Zie Digital Dada Archive.
- 'Kunst en machine', De Stijl, 1e jaargang, nummer 3 (januari 1918): p. 25-27. Zie Digital Dada Archive.
- 'Bouwkunst en normalisatie bij den massabouw', De Stijl, 1e jaargang, nummer 7 (mei 1918): p. 77-79. Zie Digital Dada Library.
- 'Architectonische beschouwing (zie teekeningen). A. Massabouw en straatarchitectuur (zie teekening blz. 81). B. Gewapend beton en bouwkunst (teekening blz. 83)', De Stijl, 2e jaargang, nummer 7 (mei 1919): p. 79-84. Zie Digital Dada Library.
- 'Oriëntatie', De Stijl, 3e jaargang, nummer 3 (december 1919): p. 13-15. Zie Digital Dada Library.
- 'Het bouwen van woningen in (gewapend)-beton', Bouwkundig Weekblad, 41e jaargang, nummer 15 (10 april 1920): p. 89-94.
- 'Bouwkunst en kubisme', De Bouwwereld, 21e jaargang, nummer 32 (9 augustus 1922): p. 245. Reactie op Theo van Doesburg. 'De architect J.J.P. Oud "Voorganger" der "kubisten" in de bouwkunst?', De Bouwwereld, 21e jaargang, nummer 30 (26 juli 1922): p. 229.
- 'Uitweiding bij eenige afbeeldingen', Bouwkundig Weekblad, 43e jaargang, nummer 43 (28 oktober 1922): pp. 418–424.
- [zonder titel], De Stijl, 5e jaargang, nummer 12 (1922): pp. 207–208.
- 'Geschakelde aforismen over kunst en bouwkunst', Het Overzicht, nummer 15 (1923): p. 41.
- 'Kunst, Handwerk en Maschine', Thüringer Allgemeine Zeitung (13 juli 1924).
- 'Die Entwicklung der modernen Baukunst in Holland: Vergangenheit, Gegenwart, Zukunft', Schweizerische Bauzeitung, 83e jaargang, nummer 12 (1924): pp. 134–137.
- 'Erziehung zur Architektur', Sociale Bauwirtschaft, 5e jaargang, nummer 4 (1925): pp. 25–28.
- 'Ja und nein: Bekentnisse eines Architekten', Bouwkundig Weekblad, 46e jaargang, nummer 35 (29 augustus 1925): pp. 431–432.
- [zonder titel], De Stijl, serie VII, nummer 79/84 (1927): pp. 39–40.
- 'Richting', i10, 1e jaargang, nummer 2 (februari (?) 1927): p. 2.
- 'Huisvrouwen en Architecten', i10, 1e jaargang, nummer 2 (februari (?) 1927): pp. 44–46.
- 'Internationale architectuur', i10, 1e jaargang, nummer 6 (1927): pp. 204–206.
- 'Aangepast bij de omgeving', i10, 1e jaargang, nummer 10 (1927): pp. 349–350.
- 'Wohin führt das neue Bauen: Kunst und Standard', i10, 1e jaargang, nummer 11 (1927): pp. 385–386.
- 'Das Flache in Holland', Das Neue Frankfurt, 1e jaargang, nummer 7 (1926/1927): pp. 189–192.
- 'Ein tägliches Problem des Städtebaus', Berliner Börsen-Courier (4 november 1928).
- 'Das fliessende Leben. Der natürliche Weg des Architekten', Innen-dekoration, 39e jaargang (mei 1928): p. 209.
- 'Observaties van J.J.P. Oud, Shinkenchiku, 4e jaargang, nummer 1 (1928): p. 52.
- 'Moderne architectuur', NRC, 86e jaargang, nr. 198 (vrijdag 19 juli 1929): p. 2.
- 'Die städtische Siedlung "De Kiefhoek" in Rotterdam', Die Form, 5e jaargang (1930), nr. 14, pp. 357–369.
- 'The £ 213 House. A solution to the re-houding problem for rock-bottom incomes in Rotterdam', The Studio, 101e jaargang, nr. 456 (maart 1931): pp. 175–179.
- 'Vorm en Vrijheid', Bouw, 1e jaargang (1946), nummer 3, p. 5.
- 'Durven en niet durven in de architectuur', Bouw, 1e jaargang (1946), nummer 29, pp. 613–614, 620.

#### Toelichtingen tot zijn werk
- 'Bioscooptheater te Purmerend', Bouwkundig Weekblad, 34e jaargang, nummer 6 (7 februari 1914): p. 64-66.
- Dudok, Oud, 'Arbeiderswoningen te Leiderdorp', Bouwkundig Weekblad, 36e jaargang, nummer 11 (10 juli 1915): p. 85-87.
- 'Landhuisje in Blaricum', Bouwkundig Weekblad, 37e jaargang, nummer 2 (13 mei 1916): p. 23-24.
- 'Verbouwing Huize "Allegonda" Katwijk aan Zee', Bouwkundig Weekblad, 39e jaargang, nummer 5 (2 februari 1918): p. 29-30.
- 'Gemeentelijke volkswoningen, polder "Spangen", Rotterdam", Bouwkundig Weekblad, 41e jaargang, nummer 37 (11 september 1920): p. 219-222.
- 'Ontwerp voor een woonhuis in Berlijn', Bouwkundig Weekblad, 43e jaargang, nummer 35 (2 september 1922): pp. 341–344.
- 'Gemeentelijke woningbouw „Spangen” te Rotterdam', Bouwkundig Weekblad, 44e jaargang, nummer 2 (13 januari 1923): pp. 15–20.
- 'Semi-permanente woningbouw „Oud-Mathenesse” Rotterdam', Bouwkundig Weekblad, 45e jaargang, nummer 43 (25 oktober 1924): pp. 418–421.
- 'Een café', Bouwkundig Weekblad, 46e jaargang, nummer 31 (1 augustus 1925): p. 397-400.
- 'Woningbouw te Hoek van Holland', in: I.M. van Dugteren & H. Dekking (redactie) Het Groen-Wit-Groene boek. Uitgegeven ter gelegenheid van het 10-jarig bestaan der Volks-universiteit te Rotterdam. Rotterdam, 1927, pp. 38–42.
- 'Toelichting tot een woningtype van de Werkbundausstellung "die Wohnung", Stuttgart 1927', i10, 1e jaargang, nummer 11 (1927): pp. 383–384. Zie dbnl.
- 'Toelichting bij het ontwerp motto: X voor een beurs te Rotterdam', Bouwkundig Weekblad Architectura, 50e jaargang, nummer 6 (9 februari 1929): pp. 41–43.
- 'Hoofdkantoor Bataafsche Import Maatschappij te 's-Gravenhage', Bouwkundig Weekblad Architectura, 63e jaargang, nummer 2 (december 1945): pp. 14–21.

### Belangrijkste ontwerpen

#### Prijsvraagontwerpen
- Beursgebouw, Coolsingel, Rotterdam. 1926. Motto 'X'.[36]

#### Niet uitgevoerd
- Ontwerp voor een huizencomplex, Strandboulevard, Scheveningen. 1917. Afgebeeld als bijlage II van De Stijl, 1e jaargang, nummer 1 (oktober 1917). Zie Digital Dada Library.
- Ontwerp voor een fabriek met ingebouwde kantoren [in Purmerend]. Circa 1919. Afgebeeld als bijlage VI van De Stijl, 3e jaargang, nummer 5 (maart 1920). Zie Digital Dada Library.
- Haus Kallenbach, Berlijn. 1922. Afgebeeld in Bouwkundig Weekblad, 43e jaargang, nummer 35 (2 september 1922): p. 344. Zie video TU Architekturmuseum.
- Woningbouw, Blijdorp, Rotterdam. 1931.
- Nationale Levensverzekeringsbank, Velperplein. Arnhem. 1951.
- Dienstgebouw Nederlands Hervormde Kerk, Oostduin, Den Haag. 1951.
- Provinciehuis Zuid-Holland, Den Haag. 1952.
- Gemeentebibliotheek, Kiefhoek, Rotterdam. 1957.
- Opzichterswoning Hoge Veluwe, Otterlo. 1958.
- Uitbreiding stadhuis, Groningen. 1961.

#### Uitgevoerd
- Woonhuis Oud-Hartog, Venediën 7, Purmerend. 1906-1907.
- Woonhuis Beets, Herengracht 23, Purmerend. 1910.
- Woonhuis Beerens, Julianastraat 54, Purmerend. 1912.
- Woonhuis F. Meerhoek, Achterdijk, Purmerend. 1913-1914.
- Verbouwing Villa Allegonda, Katwijk aan Zee [i.s.m. Menso Kamerlingh Onnes]. 1916.
- Vakantiehuis De Vonk, Noordwijkerhout [i.s.m. Theo van Doesburg en Harm Kamerlingh Onnes]. 1917.
- Blok I, Spangen, Rotterdam. 1919.
- Huizenblokken, Tussendijken, Rotterdam. 1921 (grotendeels vernietigd 1943).
- Directiekeet Oud-Mathenesse. 1923 (gesloopt 1940-1945; gereconstrueerd 1993). Zie Architectuur.ORG.
- Woonhuizen, Hoek van Holland. 1924.
- Café De Unie, Rotterdam. 1925 [vernietigd 1940; gereconstrueerd 1985].
- Arbeiderswoningen en kerk De Kiefhoek, Rotterdam. 1925-1930.
- Meubels in villa Allegonda. Circa 1928.
- Nationaal Monument, Grebbeberg, Rhenen. 1948.
- Nationaal Monument, Dam, Amsterdam. 1949.
- Kantoorgebouw EsVeHa, Delftsestraat 25, Rotterdam. 1947-1950.
- Kantoor fabriek De Adelaar, Apeldoorn. 1951-1952.
- 360 woningen, Presikhaaf, Arnhem. 1951-1953.
- Spaarbank van Rotterdam, Botersloot 25, Rotterdam. 1942-1955.
- Tweede Vrijzinnig-Christelijk Lyceum, Goudsbloemlaan, Den Haag. 1949-1956.

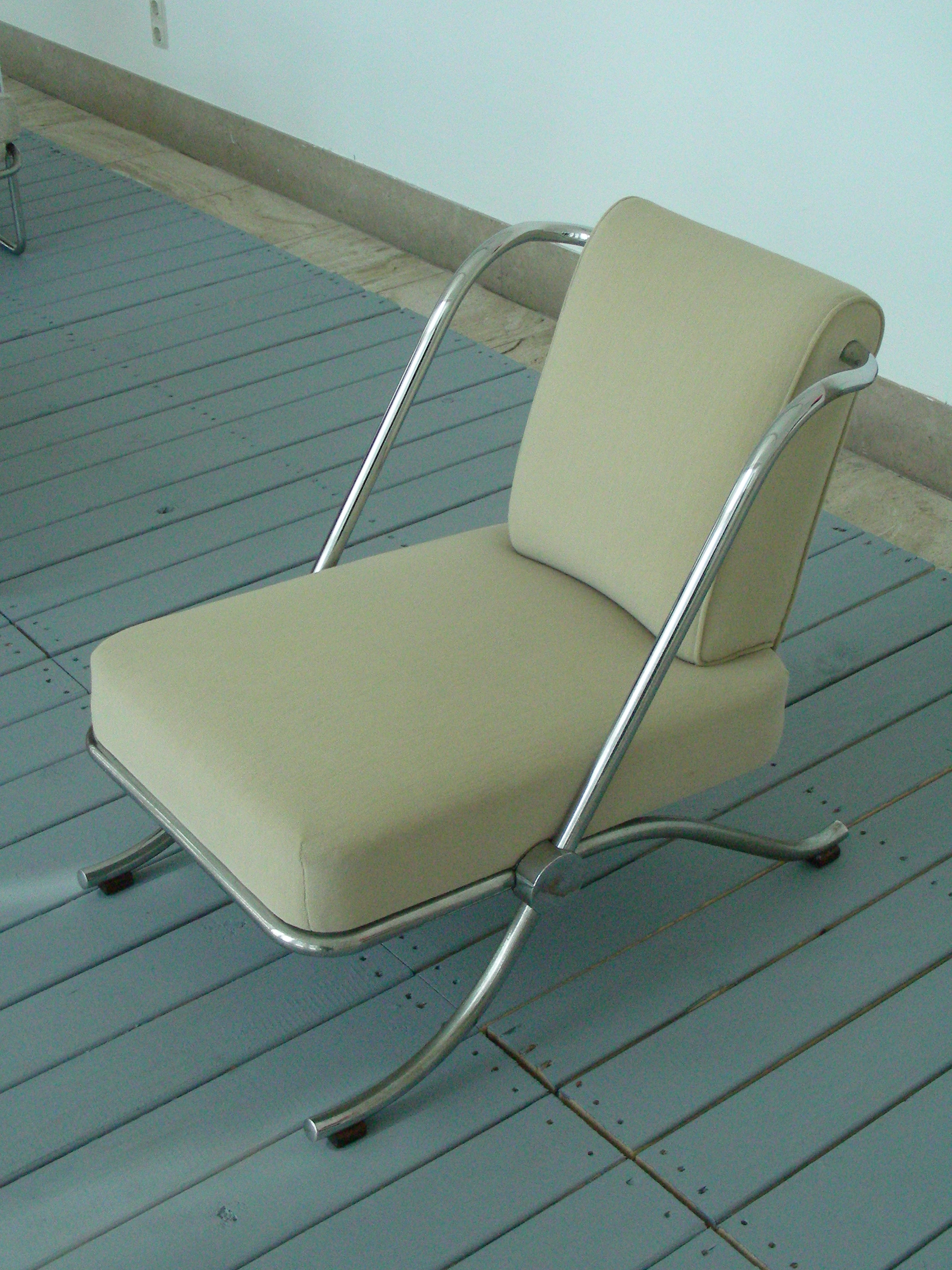
Breistoel. 1950.

- Uitbreiding kantoor Shell, Wassenaarseweg 80, Den Haag [i.s.m. Hans Oud; niet uitgevoerd]. 1959.
- Bio-Herstellingsoord, Wekeromseweg 8, Arnhem. 1952-1960.
- Kantoorgebouw De Utrecht, Coolsingel 75-77, Rotterdam. 1954-1961.
- Nederlands Congresgebouw, Churchillplein 10, Den Haag [i.s.m. Hans Oud]. 1956-1969.
- Stadhuis, Almelo [i.s.m. Hans Oud]. 1962-1973.

#### Meubels
- Buffet [i.s.m. Jac Jongert]. 1911. Purmerend, Purmerends museum.
- Boekenkast [voor Annie Dinaux]. 1915. Rotterdam, Museum Boijmans Van Beuningen.
- Stoel Museum de Fundatie in Heino[37]

#### Typografische ontwerpen
- Omslag tijdschrift Het overzicht, nr. 21. 1924.[38]
- Boekomslag Rotterdam. Outlines of Extensions and Housing. 1924. 1925.[39]
- Omslag tijdschrift De Neubau, 7e jaargang, nr. 9 (1925). 1925.
- Briefpapier, enveloppe en omslag voor De Opbouw. Democratisch tijdschrift voor Nederland en Indië. 1935-1936.[40]